# Jim Sherwood
Euclid James "Motorhead" Sherwood, más conocido como Jim "Motorhead" Sherwood (8 de mayo de 1942-25 de diciembre de 2011), fue un músico de rock estadounidense. Tocó el saxofón soprano, tenor y barítono, la pandereta, y realizó efectos de sonido vocal en el grupo The Mothers of Invention de Frank Zappa. Apareció en todos los álbumes de la formación original del grupo y en las publicaciones posteriores a la muerte de Zappa Burnt Weeny Sandwich y Weasels Ripped My Flesh, así como también en algunos de los álbumes de Zappa posteriores a la disolución de The Mothers. También apareció en las películas 200 Motels, Video From Hell, Uncle Meat y The True Story of Frank Zappa's 200 Motels.

## Biografía
Sherwood nació en Arkansas City, Kansas. Él y Zappa se conocieron en el instituto en 1956. Sherwood estaba en una clase con el hermano de Zappa, Bobby, quien les presentó después de enterarse de que Sherwood era coleccionista de discos de blues. Jim "Motorhead" se unió a la primera banda de Zappa llamada The Blackouts, un grupo de R&B, en varias actuaciones, en las que destacaba a menudo.
Sherwood y Zappa posteriormente tocaron juntos en Ontario, en el grupo de Rock'n Roll/R&B The Omens. Sherwood también tocó con The Blackouts entre 1957-1962 y con The Village Inn Band en 1965. Se graduó en el Berklee College of Music de Boston.[cita requerida] Después de que el primer matrimonio de Zappa comenzara a romperse en 1964, éste compró al productor local Paul Buff el estudio de grabación Pal Recording Studio, rebautizándolo "Studio Z", y él y Sherwood vivieron en él durante un tiempo. Sherwood primero se unió a The Mothers of Invention como roadie y director de equipamiento, contribuyendo también con efectos de sonido (utilizando tanto su voz como el saxofón) en su primer álbum de 1966, Freak Out!. Llegó a ser miembro de pleno derecho más o menos durante el tiempo en que la banda se convirtió en grupo residente experimental del Garrick Theater en 1967, del cual la futura compañera de banda Ruth Underwood, entonces miembro del público, recuerda que "hubo algunas noches en que acabábamos escuchando música en estado puro, y otras noches, en que "Motorhead" hablaba de la fijación por su coche, con el ritmo del tambor de Jim Black de fondo.
Zappa disolvió la formación original de The Mothers of Invention en 1969. Sherwood fue uno de varios miembros que tocaría para él de nuevo en los años siguientes, apareiendo en el álbum de 1981 You Are What You Is, en la caja de discos Läther, y en el último álbum que Zappa terminó antes de su muerte, Civilization Phaze III. En 1971 Sherwood apareció en la película en 200 Motels como Larry Fanoga. En 1973, Sherwood tocó en For Real!, el primer álbum del grupo de doo-wop de Los Ángeles Ruben and The Jets, a los que Zappa había concedido permiso para utilizar el nombre de su grupo ficticio, produciendo también el álbum, haciendo los arreglos y aportando la canción "If I Could Only Be Your Love Again". Bruce Eder de Allmusic señaló "las roturas de saxofón maravillosamente hechas en las manos" de Sherwood y Robert "Buffalo" Roberts. Ruben and The Jets hicieron una gira de teloneros de Zappa en la Costa Oeste en 1972 y produjeron otro álbum, pero se separaron después de que al cantante principal Rubén Guevara le fuera ofrecido un contrato de grabación en solitario a mediados de la década de los 70. También existían dificultades financieras; Sherwood señaló que el grupo tocó "demasiados beneficios y conciertos que no pagan lo suficiente" .  Entre 1975 y 1979 no se supo de Sherwood. Zappa dijo que "había estado un tiempo en la cienciología, pero entonces se recuperó". Regresó a la industria de la música en 1980, reuniéndose con antiguos miembros de The Mothers para formar The Grandmothers. Durante este tiempo también trabajó como fontanero. 
El apodo "Motorhead" fue acuñado por el miembro de The Mothers Ray Collins, quién observó que Sherwood siempre parecía para estar trabajando reparando coches, camiones o motocicletas, y bromeó que " suenas como si tuvieras un pequeño motor en tu cabeza". Sherwood también aparecía ocasionalmente como su alter ego Larry Fanoga o como "Fred Fanoga".[cita requerida]
En los últimos años, Sherwood contribuyó a varios proyectos junto a The Mothers alumni, incluyendo grabaciones de The Grandmothers, con el teclista de The Mothers Don Preston, Ant - Bee y Sandro Oliva.
En diciembre de 2011, Sherwood enfermó gravemente y murió el 25 del mismo mes.

## Discografía

### Con The Mothers of Invention
- Freak Out! (Verve, 1966) (guest musician)
- We're Only in It for the Money (Verve, 1968)
- Cruising with Ruben & the Jets (Verve, 1968)
- Uncle Meat (Bizarre, 1969)
- Burnt Weeny Sandwich (Bizarre, 1970)
- Weasels Ripped My Flesh (Bizarre, 1970)
- Ahead of Their Time (Rykodisc, 1993)

### Con Frank Zappa
- Lumpy Gravy (Verve, 1967)
- You Are What You Is (Barking Pumpkin, 1981)
- You Can't Do That on Stage Anymore (sampler) (Rykodisc, 1988)
- You Can't Do That on Stage Anymore, Vol. 1 (Rykodisc, 1988)
- You Can't Do That on Stage Anymore, Vol. 4 (Rykodisc, 1991)
- You Can't Do That on Stage Anymore, Vol. 5 (Rykodisc, 1992)
- Civilization Phaze III (Barking Pumpkin, 1994)
- Läther (Rykodisc, 1996)
- Mystery Disc (Rykodisc, 1998)
- The MOFO Project/Object (Zappa, 2006)

### Con Ruben and the Jets
- For Real! (Mercury, 1973)
- Con Safos (Mercury, 1974)

### Con The Grandmothers
- Grandmothers (Line, 1980)
- Fan Club Talk (Panda, 1981)
- Lookin' Up Granny's Dress (Rhino, 1982)
- A Mother of an Anthology (One Way, 1993)

### Con Ant-Bee
- Snorks & Wheezes (K7, 1993)
- The @x!#*% of.... (K7, 1993)
- With My Favorite "Vegetables" & Other Bizarre Muzik (Divine, 1994)
- Lunar Muzik (Divine Records, 1997)
- Electronic Church Muzik (Barking Moondog, 2011)

### Con Don Preston
- Vile Foamy Ectoplasm (Muffin, 1993)

### Con Sandro Oliva
- Who the Fuck Is Sandro Oliva?!? (Muffin, 1995)

## Filmografía
- 200 Motels (1971)
- Video from Hell (1985)
- Uncle Meat (1987)
- The True Story of Frank Zappa's 200 Motels (1989)